# Lucrător

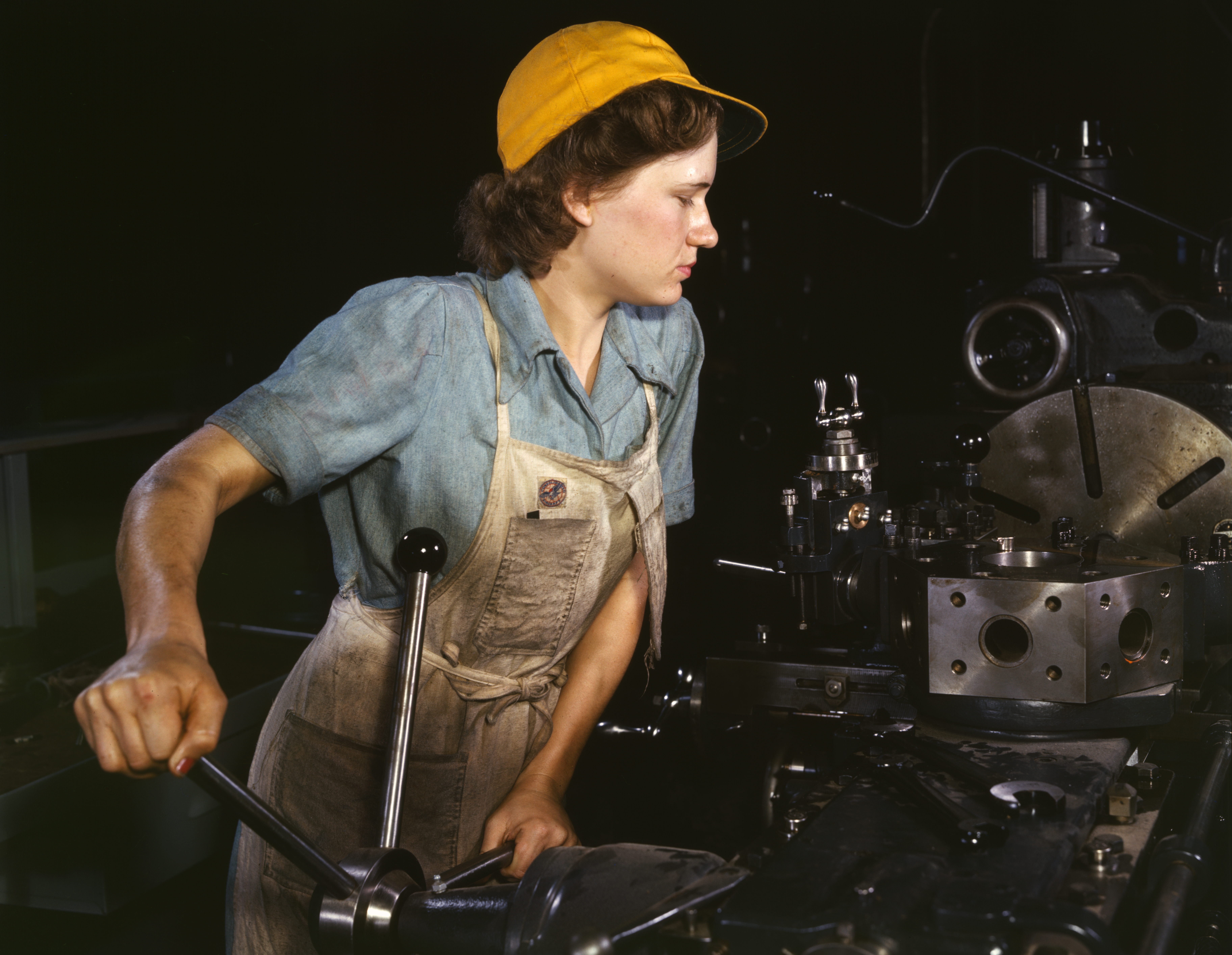
În 1942, în timpul celui de-al Doilea Război Mondial, o lucrătoare executa (pe un strung revolver) piese pentru aeronave, în fabrica Consolidate Aircraft Corporation din Fort Worth, Texas, Statele Unite ale Americii.

Lucrător (muncitor) sau lucrătoare (muncitoare)  este persoana fizică care, având împlinită vârsta legală minimă, oferă  (în regim de subordonare) servicii retribuite, unei alte juridice persoane individuale sau colective (companie, instituție). În cazul în care vârsta este mai mică decât cea legal stabilită, ne putem afla în fața vreunui caz de exploatare laborală de minori , și este ilegală, cu excepția (în anumite cazuri) cazurilor când există permisiune (admisă de lege) a părinților sau a tutorilor legali. Dacă serviciile prestate nu sunt urmări legitime ale voinței proprii (ale persoanei în cauză), atunci ceea ce avem în față se consideră sclavie sau servitute.

## Contextul istoric
Conceptul modern de lucrător, ca și cel de  antreprenor, a apărut odată cu Revoluția Industrială a secolului al XIX-lea și s-a consolidat în timpul așa-denumitei ”a Doua Revoluție Industrială”. Această dihotomie socială, economică și productivă stabilea diferitele clase sociale: clasa capitalistă (conceptul burghezie a fost utilizat din secolul al XVII-lea) și clasa lucrătoare (proletariatul, clasa de jos sau clasa muncitoare). În manifestul comunist, Marx și Engels, au definit ansamblul de lucrători dependenți (angajați) drept proletariat:
„Termenul proletar/proletari definește clasa de lucrători salariați ai contemporaneității moderne, care, lipsiți de mijloace proprii de producție, se văd obligați a-și vinde parte din capacitatea de lucru de care dispun, pentru a putea exista.”
În teoria marxistă, prin comparație cu conceptul burghezie, lucrătorul este acea clasă socială care nu are în proprietate mijloace de producție. Prin urmare, singura sursă de venit pentru proletari este vânzarea capacității lor de lucru (a capacității lor laborale), vânzarea personalei lor ”forță de muncă”.
Societatea capitalistă se definește a fi acea societate politică și juridică bazată pe o organizare specifică a muncii, a banilor și a utilității resurselor de producție, acestea fiind caracteristici proprii ale conceptului ”capitalism”. În ordonarea (clasificarea) capitalistă, societatea este compusă din clase socio-economice (în loc de "clase sociale" care sunt specifice feudalismului și altor tipuri pre-moderne de clasificare). Societatea capitalistă se distinge de cea feudalistă (și de alte forme de sociale), prin efectiva posibilitate de mobilitate socială a indivizilor, printr-o stratificare socială de tip economic, și printr-o distribuție a veniturilor , care depinde în întregime de funcționamentul diferitelor poziții sociale dobândite în structura de producție.
Dihotomia burghez-"mână de lucru", capitalist-lucrător, angajator-salariat, a articulat istoria socială și istoria politică a țărilor occidentale în a doua jumătate a secolului al XIX-lea și al XX-lea. Fara îndoială, complicativizarea proceselor de producție, mecanizarea lor, apariția de muncitori calificați și înalt calificați, dezvoltarea sectorului de servicii, comparativ cu sectorul industrial, apariția de noi concepte juridice și de noi concepte laborale (precum conceptul "lucrător autonom", deseori dificil de distins de conceptul "antreprenor"), apoi conceptul taylorism digital și nu în ultimul rând, consecințele celei de a treia revoluție industrială, face ca realitatea, în ultimele decenii ale secolului al XX-lea și în începutul secolului al xxi-lea să fie mult mai complexă, într-a sa analiză și teorizare.

## Clasificarea lucrătorilor

### Funcție clasa de lucrări efectuate
În sistemul anglo-saxon exista obiceiul de a grupa funcție o teoretică culoare a gulerului de la cămașă al lucrătorilor, în funcție de tipul de ocupație pe care fiecare îl efectuează. Astfel, clasificarea lucrătorilor poate arata asa::
- Lucrători cu guler alb (white collar workers) sunt aceia care se încarcă de responsabilități de birou, administratori, directori, lucrători de birou, etc
- Lucrători cu guler albastru (blue collar workers), în mod obișnuit, muncitorii din industrie, fabrici și ateliere de lucru. După cum ar fi: muncitori (calfe), operatori, maeștri (maiștri, meșteri), mecanici, etc
- Lucrători cu guler roz (pink collar worker) sunt cei din sectorul serviciilor (sănătate, educație, lucrători domestici, etc).
- Lucratori cu guler verde (green collar worker) se referă la lucratorul dedicat sectoarelor economiei sociale (sau al celui de-al treilea sector) și economiei sustenabile (a se vedea sustenabilitate și dezvoltare durabilă).

### Funcție de tipul de contract de muncă
În funcție de tipul de contract și de durata temporară sau orară a acelui contract:
- Conform condiției sale contractuale:
  - Lucrător titular (de perioadă nedeterminată sau de perioadă determinată), incluzându-se aici și condiția de lucrător titular discontinuu.[9]
  - Lucrător temporar, atât în modalitățile de sezonier, de sfârșit de lucrare sau de serviciu , sau de ucenicie, printre altele.
- Conform raportării la conceptul "zi de muncă":
  - Lucrător cu contract individual de muncă tip normă întreagă.
  - Lucrător cu contract individual de muncă tip "timp-parțial" (part-time).

### Funcție de tipul de relație de dependență
- Lucrător în regim de dependentă (în regim de subordonare juridică): adică un lucrător angajat de către o altă persoană, companie sau instituție.
- Lucrător pe cont propriu: Lucrător independent.